# Wetterfester Baustahl

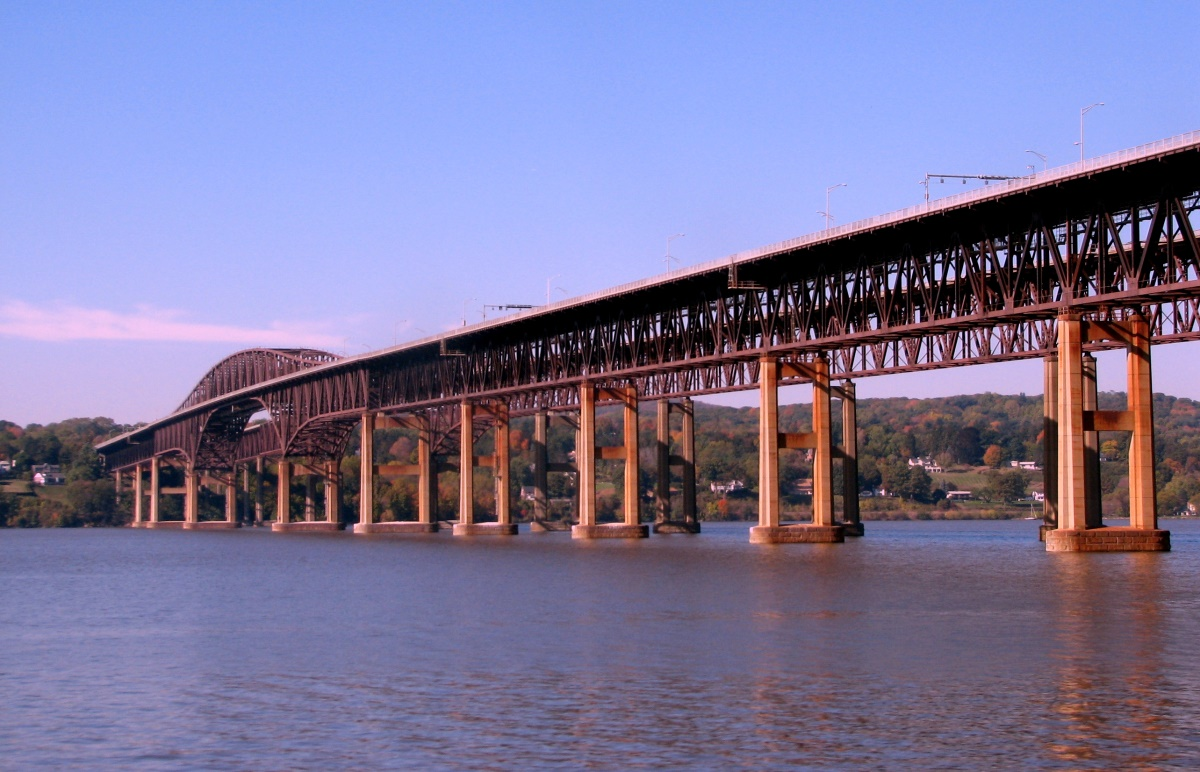
Brücke über den Hudson River aus wetterfestem Baustahl

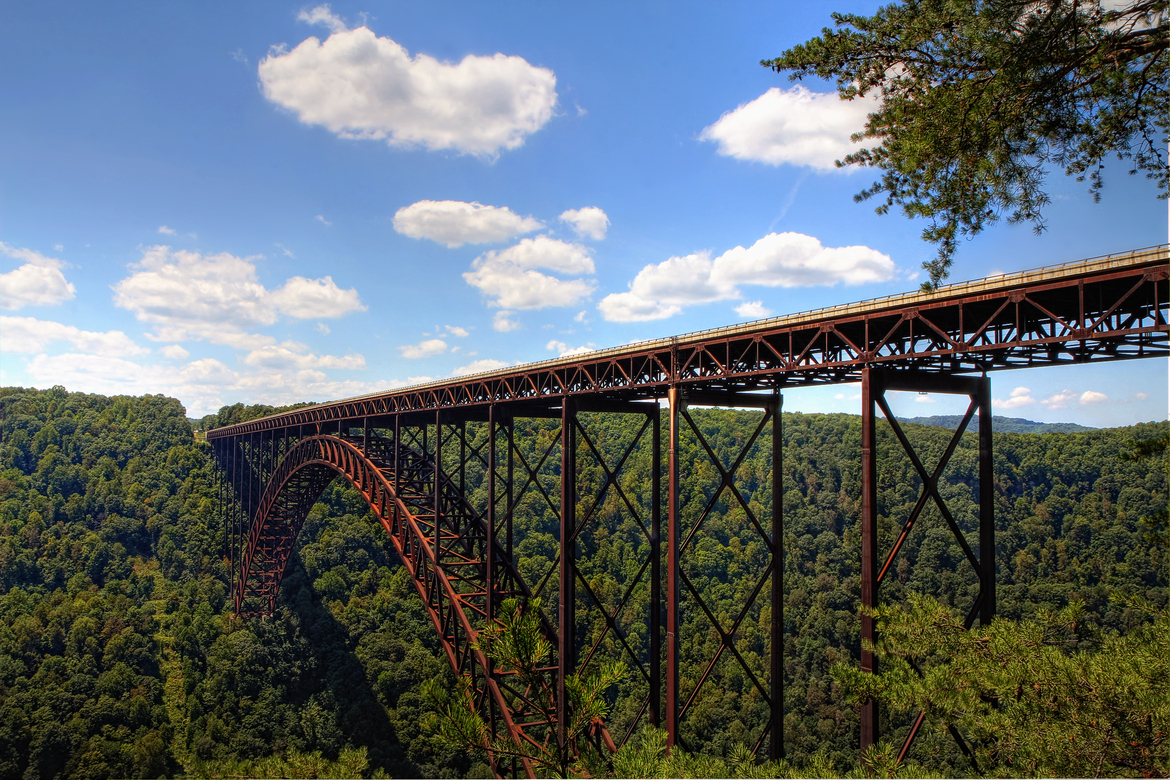
Die New River Gorge Bridge im US-Staat Virginia

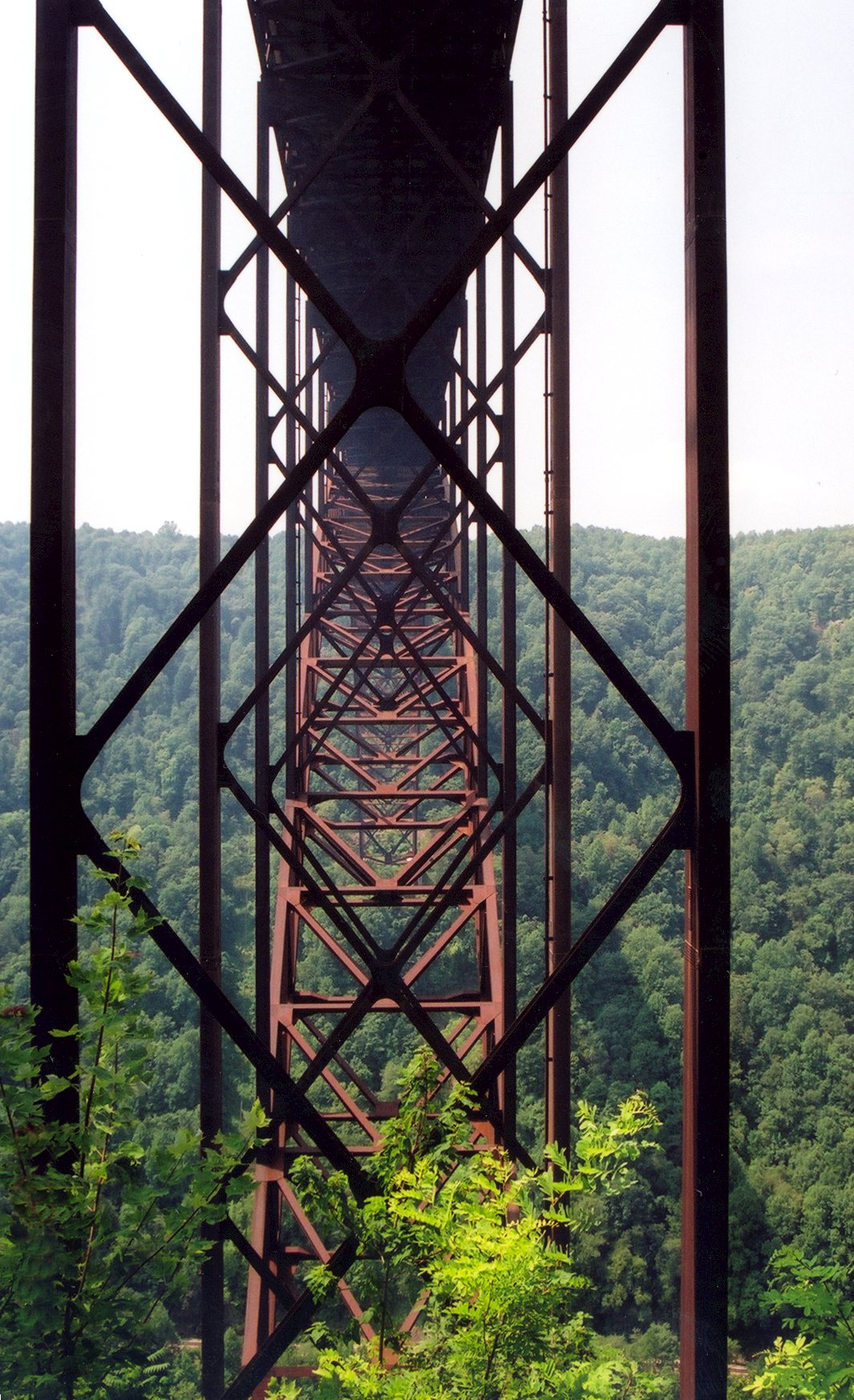
Blick entlang der New River Gorge Bridge

Als Wetterfester Baustahl wird eine Gruppe von Baustählen bezeichnet, die durch die Zulegierung geringer Anteile von Chrom, Kupfer, Nickel oder Phosphor eine witterungsbeständige Patina bilden.

## Begriffsbestimmung und Einteilung
Nach der chemischen Zusammensetzung ähneln die zur Zeit marktüblichen wetterfesten Stähle den Baustählen, weshalb diese in EN 10025-5 „Warmgewalzte Erzeugnisse aus Baustahl“ mit erfasst sind. Die Bezeichnung der wetterfesten Baustähle, die wegen ihrer geringen Verunreinigung mit unerwünschten Elementen wie Schwefel gemäß EN 10020 zu den Edelstählen gehören, wird dort analog zu den unlegierten Baustählen vorgenommen. Als letzter Buchstabe wird ein W für wetterfest bzw. WP für phosphorlegierte wetterfeste Stähle angehängt: S235J2W ist folgerichtig ein wetterfester Baustahl mit 235 N/mm² Streckgrenze. In Deutschland sind allerdings gemäß Bauregelliste A nur solche Stähle bauaufsichtlich zugelassen, die nicht phosphorlegiert sind. Die phosphorlegierten Stähle sind zwar grundsätzlich auch schweißgeeignet, allerdings müssten bei ihnen besondere Vorsichtsmaßnahmen beachtet werden.
Eine zwischenzeitliche Normung auf europäischer Ebene erfolgte unter EN 10155 Wetterfeste Baustähle - Technische Lieferbedingungen
| Bezeichnung     | Bezeichnung     | Vergleichbare frühere Bezeichnung | Vergleichbare frühere Bezeichnung | Vergleichbare frühere Bezeichnung | Vergleichbare frühere Bezeichnung |
| Nach EN 10027-1 | Nach EN 10027-2 | in EU 155-80                      | in Frankreich                     | im Vereinigten Königreich         | in Deutschland                    |
| --------------- | --------------- | --------------------------------- | --------------------------------- | --------------------------------- | --------------------------------- |
| S235J0W         | 1.8958          | Fe 360 C KI                       | E 24 W 3                          | -                                 | -                                 |
| S235J2W         | 1.8961          | Fe 360 D KI                       | E 24 W 4                          | -                                 | WTSt 37-3                         |
| S355J0WP        | 1.8945          | Fe 510 C 1 KI                     | E 36 WA 3                         | WR 50 A                           | -                                 |
| S355J2WP        | 1.8946          | Fe 510 D 1 KI                     | E 36 WA 4                         | -                                 | -                                 |
| S355J0W         | 1.8959          | Fe 510 C 2 KI                     | E 36 WB 3                         | WR 50 B                           | -                                 |
| S355J2G1W       | 1.8963          | Fe 510 D 2 KI                     | E 36 WB 4                         | WR 50 C                           | WTSt 52-3                         |
| S355J2G2W       | 1.8965          | -                                 | -                                 | -                                 | -                                 |
| S355K2G1W       | 1.8966          | -                                 | -                                 | -                                 | -                                 |
| S355K2G2W       | 1.8967          | -                                 | -                                 | -                                 | -                                 |

## Geschichte
Wetterfester Stahl wurde erstmals 1926 von den Vereinigte Stahlwerke AG in Düsseldorf patentiert, im Werk Dortmund produziert und weltweit unter dem Namen Union-Stahl vertrieben. Im und unmittelbar nach dem Zweiten Weltkrieg wurde die Konstruktion mit diesem Baustahl nicht weiterverfolgt, da die Legierungselemente Kupfer und Chrom wertvoll und nur in unzureichenden Mengen vorhanden waren. In den USA wurde der Werkstoff Anfang der 1960er Jahre neu entdeckt und kam unter der Handelsbezeichnung „COR-TEN-Stahl“ wieder zum Einsatz und von dort aus zurück auf den europäischen Markt.
Siehe Hauptartikel: COR-TEN-Stahl
Nach anfänglicher Euphorie kam die Verwendung in Europa Anfang der 1980er Jahre zum Stillstand. Bei den ersten Konstruktionen hatte man die Grenzen und konstruktiven Besonderheiten des Werkstoffs nicht ausreichend berücksichtigt. Dies hatte zur Folge, dass erhebliche Korrosionserscheinungen beobachtet wurden, die aus den trockeneren Regionen Nordamerikas so nicht bekannt waren. Notwendige Materialdickenzuschläge zum Ausgleich der Abrostung waren nicht ausreichend berücksichtigt worden. Außerdem hatten sich Zweifel an der Dauerfestigkeit der wetterfesten Stähle eingestellt, die die Verwendung des Werkstoffs bei tragenden Teilen, vor allem im Stahlbrückenbau, praktisch zum Erliegen brachte. Viele dieser Bedenken haben sich als nicht gerechtfertigt herausgestellt, so dass das Material seit den 1990er Jahren unter Berücksichtigung seiner Besonderheiten wieder verstärkt zum Einsatz kommt.

## Anwendung und Wirtschaftlichkeit

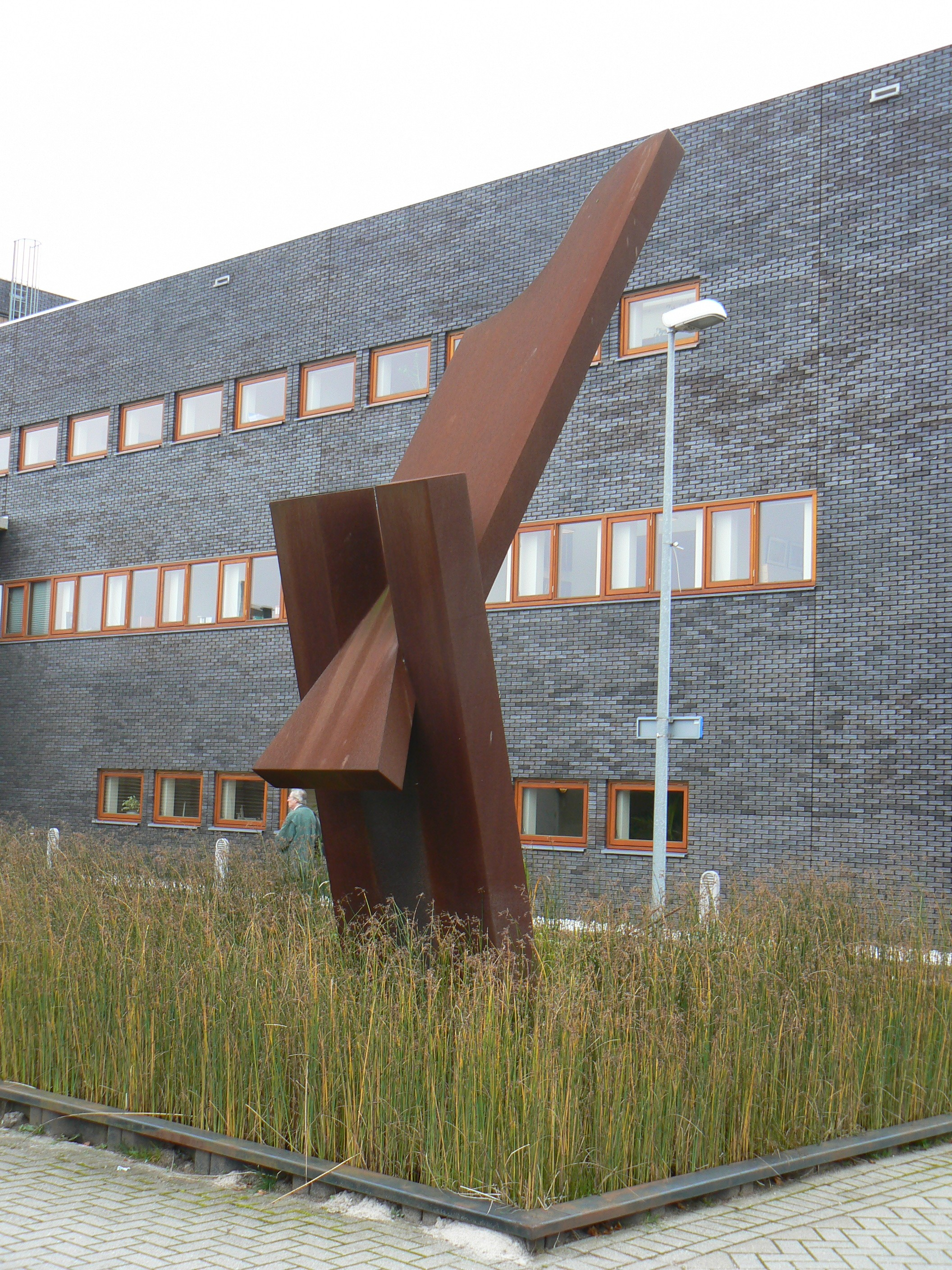
Kunstobjekt von René de Boer, aufgestellt in Groningen-Niederlande

Wetterfeste Baustähle werden in allen Bereichen des Hochbaus, in der Industrie sowie insbesondere auch zum Bau von Seecontainern und Stahlbrücken verwendet. Im Hochbau steht heute häufig die Verwendung als Fassadenelemente wie der Außenbekleidung von Gebäuden im Vordergrund. Die rostbraune Patina wird vielfach als ästhetisch empfunden und häufig als charakteristisches architektonisches Merkmal eines Bauwerks eingesetzt. Auch eine Vielzahl von Skulpturen werden aus wetterfesten Stählen hergestellt.
Bei Brückenbauwerken, Masten oder Industriebauten wie Behältern steht der wirtschaftliche Aspekt im Vordergrund. Wetterfeste Stähle benötigen keinen oder nur einen partiellen Korrosionsschutz. Wirtschaftlichkeitsanalysen zeigen, dass sich trotz des höheren Materialpreises und der notwendigen Materialdickenzuschläge Kostenvorteile durch den Verzicht auf Korrosionsschutz ergeben. Berücksichtigt man auch eingesparte Folgekosten zur Erneuerung der Beschichtungen, so können sich nach Stand der Technik 2009 Wirtschaftlichkeitsvorteile im zweistelligen Prozentbereich ergeben.

## Korrosionsmechanismus

### Bei unlegierten Stählen
Unlegierte Stähle bilden innerhalb kurzer Zeit unter Witterungseinfluss Rost. Chemisch ist Rost das wasserhaltige Oxid des Eisens, welches durch Oxidation mit dem Luftsauerstoff unter Wasserbenetzung entsteht. Der Einfluss von schwefeligen oder anderen Säuren, beispielsweise infolge von Luftverunreinigungen, beschleunigt die Rostbildung.
Siehe Hauptartikel: Rost
Rost bildet unter Masseerhöhung und erheblicher Volumenzunahme eine lockere Deckschicht, die durch ihre Eigenspannungen von der Oberfläche abplatzt. Die darunter liegende Oberfläche ist der Witterung dann wiederum schutzlos ausgeliefert. Stahlbauten müssen deshalb mit einem Außenschutz vor weiterer Korrosion geschützt werden.

### Bei wetterfesten Baustählen
Unter der Mitwirkung von Schwefeloxiden bildet sich unter Bewitterung eine Sperrschicht aus festhaftenden Sulfaten oder Phosphaten. Diese Schicht ist allerdings von Mikrorissen durchzogen. Diese Mikrorisse bleiben elektrochemisch passiv, so lange die Oberfläche immer wieder abtrocknen kann. Bei Dauerfeuchte werden sie jedoch chemisch aktiv und die Fehlstellen vergrößern sich. Deshalb ist der Wechsel von Feuchte und Trockenheit der Bauteile von höchster Bedeutung. Eine dauerhafte Sperrschicht bildet sich nur aus, wenn das Bauteil nicht unter dauerhafter Feuchtebenetzung steht. Auch bei Flächen, die nicht unmittelbar der Bewitterung ausgesetzt sind, bildet sich durch die Luftfeuchte und Kondensation an der Oberfläche eine Passivschicht. Diese ist weniger dicht, jedoch ist die Korrosionsbelastung durch die fehlende Bewitterung auch geringer. Allerdings ist auch hier die Korrosionsbeständigkeit von ausreichender Belüftung abhängig, damit keine dauerhafte Befeuchtung der Oberflächen entstehen kann.
Anders als in den ersten Jahren der Anwendung vermutet, kommt die Abrostung vor allem im relativ feuchten mittel- und nordeuropäischen Klima nicht vollständig zum Stillstand. Abhängig vom Klima und der Schadstoffbelastung der Atmosphäre sowie der konstruktiven Gestaltung von Bauteilen muss mit zum Teil erheblichen Abrostraten gerechnet werden, wobei die Abrostung in den ersten 10 Jahren am stärksten ist. Diese Abrostung muss konstruktiv durch Wanddickenzuschläge berücksichtigt werden. Das Merkblatt MB434 des Stahl-Informations-Zentrum ordnet die Korrosionsbelastung in insgesamt fünf Korrosionskategorien C1 bis CX ein. Hierbei bedeutet die Zuordnung in
- C1, unbedeutend: keine nennenswerten Korrosionsbelastungen, Dickenabnahme unter 1,3 µm im ersten Jahr
- C2, gering: Dickenabnahme zwischen 1,3 und 25 µm im ersten Jahr
- C3, mäßig: Dickenabnahme 25 bis 50 µm im ersten Jahr
- C4, stark: Dickenabnahme 50 bis 80 µm im ersten Jahr
- C5, sehr stark: Dickenabnahme 80 bis 200 µm im ersten Jahr, Verwendung wetterfester Baustähle nicht empfohlen
- CX, extrem: Dickenabnahme 200 bis 700 µm im ersten Jahr, Verwendung wetterfester Baustähle nicht empfohlen

Bei vorwiegend feuchtem Klima wie in Mitteleuropa und unter geringer bis mittlerer Schadstoffbelastung der Luft durch Schwefeloxide und Chloride ergibt sich bei Einstufung in Korrosionskategorie C4 und einer angenommenen Nutzungsdauer von 100 Jahren eine Abrostrate von etwa 1 mm pro bewitterter Seite. Der Einsatz dieser Stähle in Meeresnähe wird erst ab einem Mindestabstand von 1 km empfohlen, da wegen der Feuchte- und Chloridbelastung eine Einstufung in Klasse C5 notwendig wäre.

## Konstruieren und Fertigen mit wetterfesten Stählen

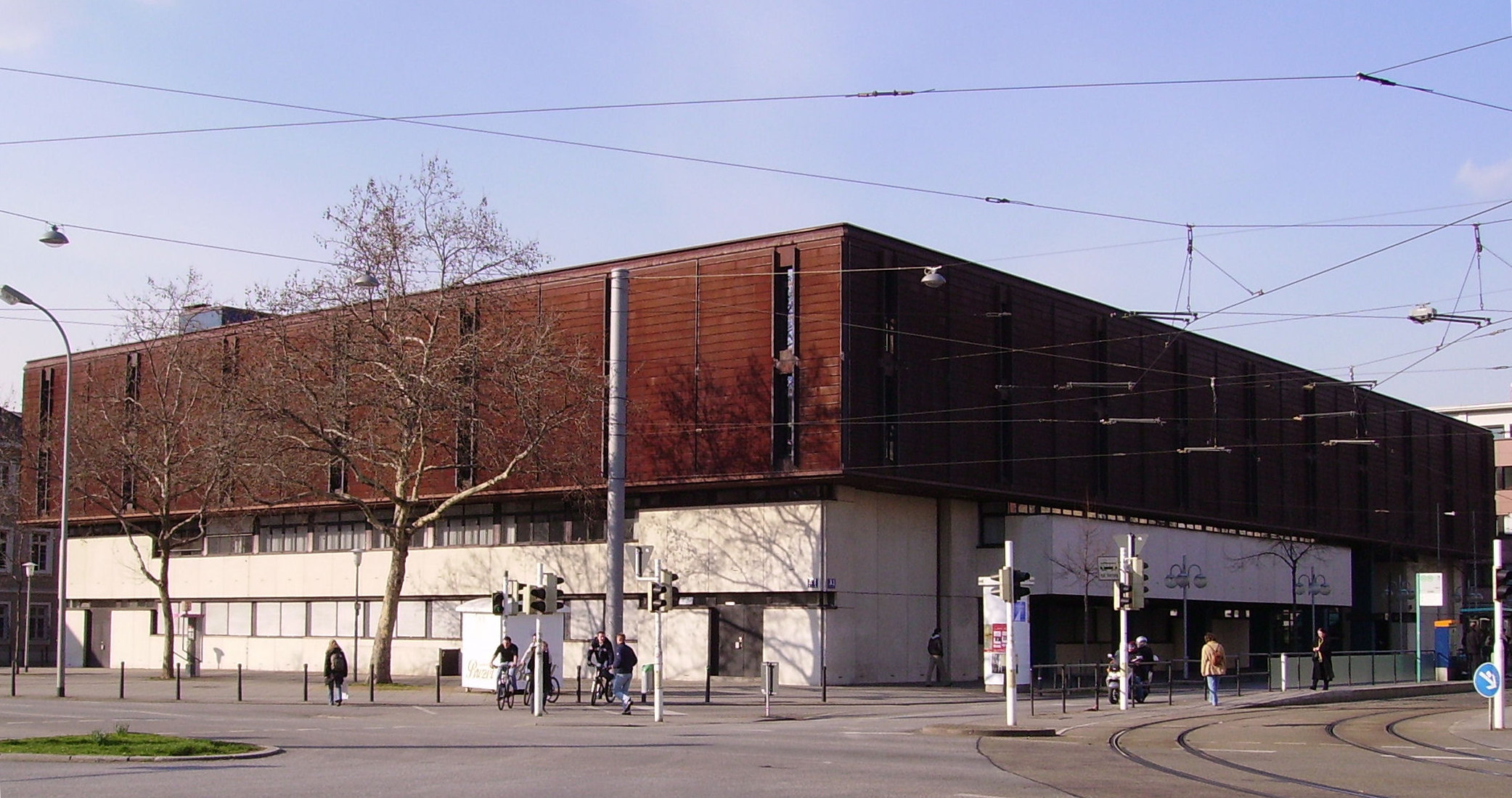
Fassade aus wetterfestem Baustahl am Landgericht Mannheim

Grundsätzlich verhalten sich wetterfeste Baustähle bezüglich ihrer Verarbeitungstechnik wie die allgemeinen Baustähle. Die EN 1993 (früher in Deutschland DIN 18800-1) Stahlbauten „Bemessung und Konstruktion“ und EN 1090-2 (früher in Deutschland DIN 18800-7) „Ausführung und Herstellerqualifikation“ gelten uneingeschränkt auch für wetterfeste Baustähle. Bei der statischen Auslegung der Konstruktion sind die Wanddickenzuschläge wegen der Abrostung mit zu berücksichtigen. Speziell bei dünnerwandigen Bauteilen, wie Fassadenelementen, kann dies zu erheblicher Gewichtszunahme des Bauteils führen und Verstärkung der Befestigungselemente notwendig machen.

### Konstruktive Maßnahmen
Das Bauteil ist so zu konstruieren, dass sich keine Wassernester bilden. Hohlprofile sind so zu konstruieren, dass Kondensat und eindringendes Wasser ablaufen können und der Hohlkörper belüftet wird. Alternativ wäre ein vollständiger Luftabschluss herzustellen. Im Wasser stehend, zum Beispiel bei Wasserbauwerken, sind wetterfeste Stähle nicht korrosionsbeständig. Wenn Bauteile partiell im Wasser oder feuchter Umgebung stehen, wie beispielsweise im Erdreich, muss für zusätzlichen Korrosionsschutz an den feuchteberührten Oberflächen gesorgt werden.

### Schweißen
Es wird empfohlen, im unmittelbaren Schweißbereich die Patina zu entfernen, um Heißrissgefahr durch Kupfer und Chrom an der Oberfläche zu begegnen. Selbstverständlich muss auch das Schweißgut aus wetterfestem Stahl bestehen. Da sich wetterfeste mit nicht wetterfesten Baustählen jedoch problemlos verschweißen lassen, reicht es bei mehrlagigen Schweißungen aus, nur die der Bewitterung zugänglichen Decklagen mit dem teureren witterungsbeständigen Material zu schweißen. Die phosphorlegierten Baustähle sind im bauaufsichtlichen Bereich nicht zugelassen. Sie wären wegen ihrer Versprödungsneigung nur mit zusätzlichen schweißtechnischen Maßnahmen sicher schweißbar.

### Schraubstöße
Schraubenabstände an Stößen sind klein zu halten. Grund ist die mögliche abhebende Unterrostung der Schraubstöße.
Geschweißte Stöße haben diese Nachteile nicht und sind deshalb vorzuziehen. Schrauben aus wetterfestem Stahl sind wenig verbreitet. Es können auch handelsübliche Schrauben aus Baustahl eingesetzt werden, sofern diese mit einem Korrosionsschutz versehen werden. Bei direkter Bewitterung wird empfohlen, verzinkte Schrauben zusätzlich zu beschichten (Duplex-System), um die von unlegierten Baustählen bekannte Kontaktkorrosion zu vermeiden, die zum Abtrag des Zinks führt.
Wetterfeste Baustähle lassen sich mit allen üblichen Verfahren beschichten. Ein Korrosionsschutz der Kontaktstellen wird empfohlen. Bei gleitfesten Verbindungen ist dieser vorgeschrieben.

### Konstruktion im architektonischen Hochbau
Da der Stahl dauerhaft – besonders jedoch in den ersten Jahren – rostet, ist bei der Konstruktion vorzusehen, dass rostbelastetes Wasser abtropfen kann, ohne dass es zur Verunreinigung darunterliegender Flächen wie lackierter Paneele, Aluminiumprofile oder Glasflächen kommt. Es ist für eine gezielte Abführung des Wassers zu sorgen. Auch im Sockelbereich sollten Ablaufrinnen, Kiesbetten oder ähnliches vorgesehen werden, damit ablaufendes Wasser angrenzende Bodenbeläge nicht verfärbt. Zur Erzeugung eines homogenen Aussehens wird die Entfernung der Verunreinigungen der Oberfläche wie der Walzhaut, etwa durch Sandstrahlen der Oberfläche empfohlen.

## Optik und Arten von Verkleidungen

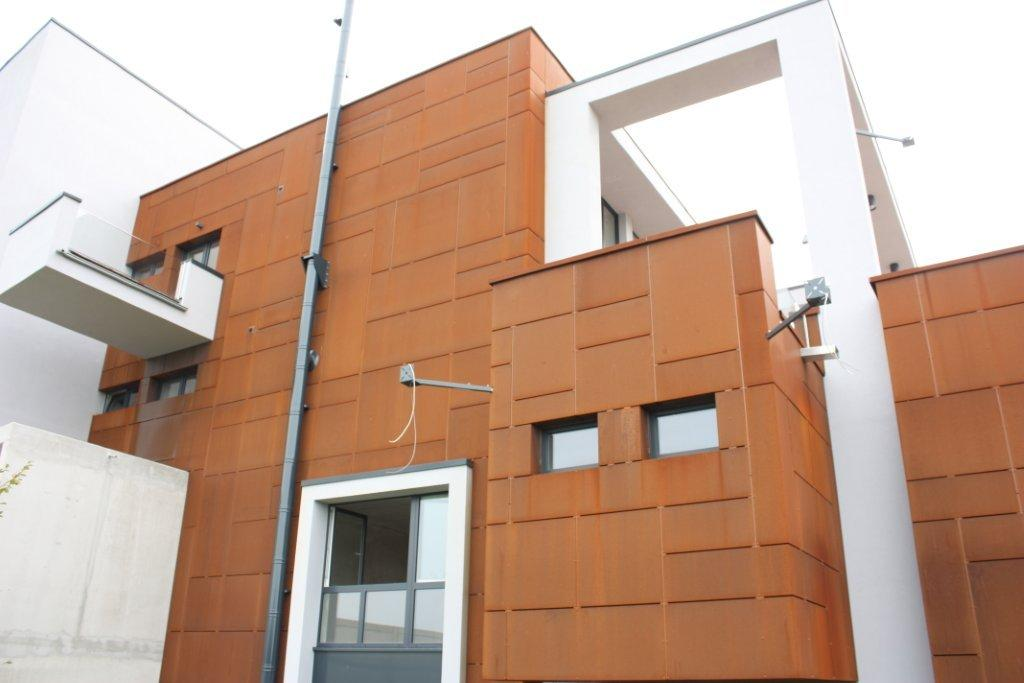
Fassadenbekleidung aus 3 mm starken Cortenstahl-Tafeln

Architektonische Verkleidungen werden in der Regel als unsichtbar oder sichtbar befestigte Platten oder als gekantete Einhängekassetten ausgebildet. Lokale Faktoren wie Bewitterung und Schadstoffgehalt der Luft beeinflussen die anzunehmende Lebensdauer. Wasserkapillare sind zu vermeiden.
Es bedarf einer mehrfachen Benässung mit anschließender Abtrocknung, bis sich die endgültige Optik der Korrosionschicht herausgebildet hat. Die Ausbildung einer gleichmäßigen Patina kann durch Behandlung mit (säurefreien) Mitteln stark beschleunigt werden. Es werden mehrschichtige Coating-Systeme angeboten, um die rostige Oberfläche zu versiegeln.